# Florentin Schmidbach
Florentin Schmidbach (?–1779), též Schmidtbach, byl německý františkán činný v českých zemích a české řádové provincii sv. Václava. Působil jako magistr mladých řeholníků po časných řeholních slibech – tzv. juniorů. Z této jeho aktivity zřejmě povstal bratrem Florentinem psaný rukopis Geistliche Lebens Wissenschaft z roku 1772. V letech 1760 až 1761 si opsal pro svou potřebu katalog františkánských řeholníků zahrnující snad českou řádovou provincii.
V květnu 1775 byl Schmidbach vikářem kláštera v Moravské Třebové.  V letech 1775–1777 působil jako kvardián kláštera ve Znojmě. Františkán Florentin Schmidbach zemřel 18. listopadu 1779 v Kadani.